# Associação Cultural e Beneficente Estância Velha
O Associação Cultural e Beneficente Estância Velha é um clube brasileiro de futebol, da cidade de Canoas, no estado do Rio Grande do Sul. O clube foi fundado em 19 de março de 1954, por quarenta casais da então Vila Estância Velha, carregando até hoje o nome do bairro onde nasceu.
O clube inicialmente apenas disputava campeonatos amadores e com participação destacada nas categorias de base de competições como a Liga de Futebol da Encosta da Serra (Lifesa) e a Super Liga Gaúcha de Futebol Infantil (Suligafi), sendo campeã infantil em 2012. Em 2013 jogou a Copa FGF Sub-19, numa primeira aparição em competição organizada diretamente pela Federação Gaúcha de Futebol. E em 2014 marca a estreia em torneios profissionais na Segundona, na realidade a Terceira Divisão do futebol gaúcho.
O time já mandou seus jogos no Complexo Esportivo da Ulbra e no Centro Olímpico Municipal de Canoas. O time possui também um estádio próprio, o Estádio Fonte Dona Josefina, chamado assim por possuir no local uma fonte datada do tempo do Brasil Império.

## Títulos

### Categorias de base
| ESTADUAIS         | ESTADUAIS                                                        | ESTADUAIS | ESTADUAIS  |
|                   | Competição                                                       | Títulos   | Temporadas |
| ----------------- | ---------------------------------------------------------------- | --------- | ---------- |
| Rio Grande do Sul | Campeonato Gaúcho de Futebol Super Liga Gaucha de Futebol Sub-14 | 1         | 2012       |
|                   | Liga da Encosta da Serra                                         | 2         | 2010,2011  |
|                   | SULICAMPE Campeão Geral                                          | 2         | 2009,2010  |
|                   | Copa Adidas Sub 16                                               | 1         | 2012       |
|                   | Copa Sulbrasileira SM STR Lajeado/Santa Clara do Sul Sub 13      | 1         | 2013       |
|                   | Copa Sulbrasileira Etapa RS Sub 17                               | 1         | 2013       |
|                   | Copa Nova Bréscia Sub 15                                         | 1         | 2014       |

### Futebol feminino
| ESTADUAIS         | ESTADUAIS                             | ESTADUAIS | ESTADUAIS  |
|                   | Competição                            | Títulos   | Temporadas |
| ----------------- | ------------------------------------- | --------- | ---------- |
| Rio Grande do Sul | Campeonato Gaúcho de Futebol Feminino | 1         | 2015*      |

* O Estância Velha representou o Duda/Unilasalle na Copa do Brasil de Futebol Feminino de 2016 como Campeão Estadual.

## Estatísticas
Atualizado em 21 de junho de 2017

### Futebol profissional
| Competição        | Competição                                     | Temporadas | Melhor campanha | Estreia | Última | P | R |
| Rio Grande do Sul | Campeonato Gaúcho de Futebol - Segunda Divisão | 1          | 12°             | 2014    | 2014   | – | – |
| Rio Grande do Sul | Campeonato da Região Metropolitana             | 1          | 4°              | 2014    | 2014   | – | – |